# José Luis Lavandera
José Luis Fernández Lavandera (La Felguera, Asturias, España, 28 de marzo de 1947), conocido como Lavandera, es un exfutbolista español que jugaba de centrocampista.

## Trayectoria
Con catorce años ingresó en el club Cruz Blanca de La Felguera, con el que se convirtió en campeón juvenil de Asturias. De ahí pasó al U. P. Langreo. A los dieciséis años fue subcampeón de Europa juvenil y con diecisiete fichó por el primer equipo del Real Madrid. El club merengue lo cedió al R. C. Celta de Vigo , donde acabó jugando en propiedad. Más tarde fichó por el Real Sporting de Gijón donde estuvo siete años. Luego jugó en el Club Esportiu Manresa y Unión Popular de Langreo.

## Clubes
| Club                   | País   | Año       |
| ---------------------- | ------ | --------- |
| U. P. Langreo          | España | 1964-1965 |
| R. C. Celta de Vigo    | España | 1965-1967 |
| Real Sporting de Gijón | España | 1967-1974 |
| C. E. Manresa          | España | 1974-1975 |
| U. P. Langreo          | España | 1975-1977 |